# Uthman Megrahi
Uthman Megrahi (arabe : عثمان سليمان المقرحي) est un membre du Conseil national de transition pendant la révolution libyenne de 2011. Il y représente le district d'Al Boutnan.

## Sources
- (en) Cet article est partiellement ou en totalité issu de l’article de Wikipédia en anglais intitulé « Uthman Megrahi » (voir la liste des auteurs).